# Särkilampi (sjö i Norra Österbotten, lat 65,23, long 26,30)
Särkilampi är en sjö i Finland. Den ligger i kommunen Pudasjärvi i landskapet Norra Österbotten, i den centrala delen av landet, 600 km norr om huvudstaden Helsingfors. Särkilampi ligger 117 meter över havet. Arean är 1,03 kvadratkilometer och strandlinjen är 5,29 kilometer lång. Sjön  ingår i Ijo älvs huvudavrinningsområde. 